# Palästinensische Fußballnationalmannschaft
Die palästinensische Fußballnationalmannschaft ist die Fußball-Auswahl des Staates Palästina und repräsentiert den palästinensischen Fußballverband auf internationaler Ebene. Der Mannschaft ist es bisher noch nicht gelungen, sich für eine Fußball-Weltmeisterschaft zu qualifizieren.

## Geschichte
Die Anfänge des Fußballspiels in Palästina reichen bis 1912 zurück. Nach dem Ersten Weltkrieg spielten jüdische und britische Teams in Palästina Fußball. Araber, insbesondere solche islamischen Glaubens, unterließen eine Teilhabe an der frühen Begründung des Fußballs in Palästina aufgrund ihres Widerstands gegen „westliche Kulturinstitutionen“. Mitte August 1928 wurde der erste Palästinensische Fußballverband (Football Association of Palestine) gegründet, der am 6. Juni 1929 in die FIFA aufgenommen wurde. 1934 und 1938 nahm die Palästinensische Nationalmannschaft unter dem Namen Palästina/Eretz Israel an der Qualifikation zur Weltmeisterschaft teil. Trainer der jüdischen Auswahl waren Egon Pollak und Shimon Ratner. Mit der Gründung des Staats Israel 1948 ging dieser dann im Israelischen Fußballverband IFA auf, der Mitglied der FIFA wurde.
Der Palästinensische Fußballverband (Palestinian Football Association) wurde erst 1962 gegründet, und 1998 in die FIFA aufgenommen. Die arabische Auswahl nahm seitdem an den Qualifikationsturnieren zu den Fußballweltmeisterschaften 2002, 2006, 2010 und 2014 teil, ohne dabei über die zweite der bis zu fünf Qualifikationsrunden der AFC hinauszukommen. Für die Fußball-Asienmeisterschaft konnte sie sich erstmals 2015 qualifizieren. Die Nationalmannschaft konnte sich im FIFA Rankingsystem ab ihrer Aufnahme zunächst kontinuierlich steigern und erreichte 2006 Platz 126. In den folgenden zwei Jahren fiel sie jedoch zurück und bewegte sich zwischen 2008 und 2012 zwischen Rang 160 und 180. 2014 gewann Palästina den AFC Challenge Cup und war Anfang 2018 auf Rang 75. Bereits 2017 wurde Israel erstmals überholt.
Das Qualifikationsspiel für den Fußball-Asiencup zwischen Singapur und Palästina war Stunden vor Anpfiff der Begegnung am 15. November 2006 abgesagt worden. Wie der asiatische Fußballverband erklärte, war die Anreise des palästinensischen Teams wegen anhaltender politischer Spannungen in Gaza nicht möglich. Am 28. Oktober 2007 fand aus demselben Grund das Qualifikationsspiel zur Weltmeisterschaft 2010 nicht statt, bei dem die palästinensische Auswahl wieder auf Singapur treffen sollte. Das erste offizielle Heimspiel als FIFA-Mitglied fand am 26. Oktober 2008 im Stadion Faisal-Al-Husseini-International in al-Ram statt. Zum Freundschaftsspiel gegen das benachbarte Jordanien kam auch FIFA-Präsident Blatter, der das Spiel auf der Tribüne verfolgte. 2008 war der Fußballverband Palästinas mit dem FIFA Development Award ausgezeichnet worden, einem Preis, der besondere Anstrengungen im Zusammenhang mit der Entwicklung des Fußballsports anerkennt.
Ein Teil der Mannschaft, wie etwa Roberto Kettlun, rekrutiert sich aus Chile, wo die größte palästinensische Gemeinde außerhalb der palästinensischen Autonomiegebiete beheimatet ist.

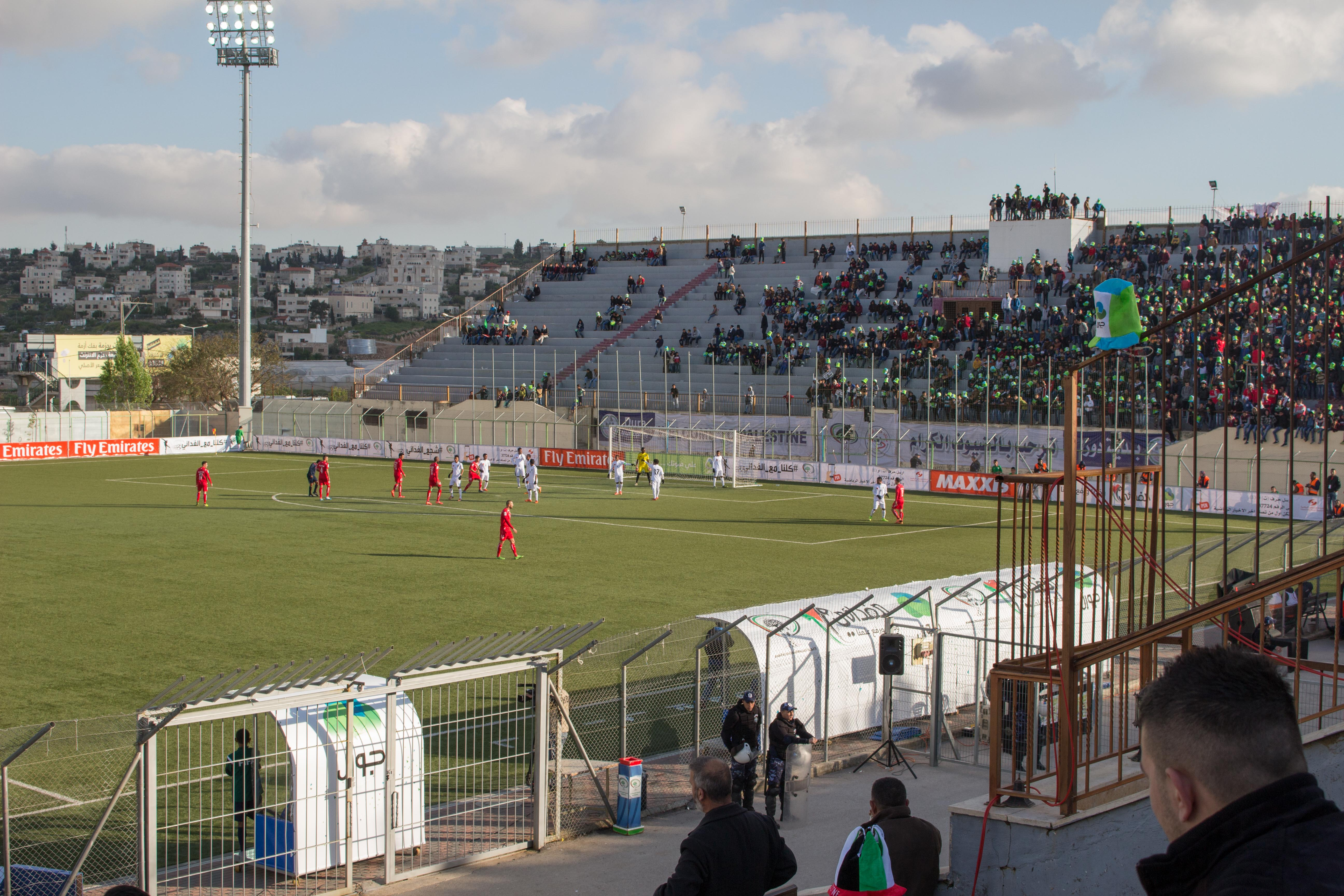
Dora International Stadium

Im Januar 2009 wurde bei der Militäroperation Gegossenes Blei der Nationalspieler Ayman Alkurd durch einen Angriff der israelischen Streitkräfte getötet.
Immer wieder hatte die Mannschaft auch Probleme bei Heimspielen, weil gegnerische arabische Mannschaften von Israel keine Erlaubnis zur Einreise erhielten.
2014 wurden zwei Spieler angeschossen und nach einer dreimonatigen Behandlung in Jordanien festgenommen. Im Mai 2014 wurde ein Spieler bei der Rückkehr vom Asia Cup in Dubai ohne Angabe von Gründen inhaftiert. Diese Ereignisse veranlassten den Präsidenten des Verbandes Dschibril ar-Radschub Sanktionen der FIFA gegen Israel einzufordern.
2017 verlangte der Verband von der FIFA Sanktionen gegen Israel für die Teilnahme von Mannschaften aus israelischen Siedlungen an den Meisterschaften. Diese lehnte das jedoch ab, um neutral zu bleiben.

## Teilnahme an Fußballwettbewerben

### FIFA-Weltmeisterschaft
- 2002 – nicht qualifiziert
- 2006 – nicht qualifiziert
- 2010 – nicht qualifiziert
- 2014 – nicht qualifiziert
- 2018 – nicht qualifiziert
- 2022 – nicht qualifiziert
- 2026 – nicht qualifiziert

### Asienmeisterschaft
- 2000 – nicht qualifiziert
- 2004 – nicht qualifiziert
- 2007 – nicht qualifiziert
- 2011 – nicht qualifiziert
- 2015 – Vorrunde
- 2019 – Vorrunde
- 2024 – Achtelfinale
- 2027 – qualifiziert

### AFC Challenge Cup
- 2006 – Viertelfinale
- 2008 – vor der Qualifikation zurückgezogen
- 2010 – nicht qualifiziert
- 2012 – Vierter
- 2014 – Sieger

### Westasienmeisterschaft
- 2000 – Vorrunde
- 2002 – Vorrunde
- 2004 – Vorrunde
- 2007 – Vorrunde
- 2008 – Vorrunde
- 2010 – Vorrunde
- 2012 – Vorrunde
- 2013/14 – Vorrunde
- 2019 – Vorrunde
- 2021 – qualifiziert (Austragung erst 2023)

## Rekordspieler
(Stand: 19. November 2024)
| Spiele | Spieler                        | Zeitraum  | Tore |
| ------ | ------------------------------ | --------- | ---- |
| 81     | Abdul Latif Mohamed al-Bahdari | 2007–     | 9    |
| 70     | Mosab al-Batat                 | 2013–     | 1    |
| 68     | Khader Yousef Abu Hammad       | 2008–2016 | 2    |
| 67     | Ramzi Soliman Ahmed Saleh      | 2000–2015 | 0    |
| 67     | Tamer Seyam                    | 2014–     | 13   |
| 57     | Abdullah Jaber                 | 2014–2019 | 2    |
| 56     | Ashraf Nu’man al-Fawaghrah     | 2009–2016 | 14   |
| 55     | Hussam Abu Saleh               | 2010–2015 | 4    |
| 55     | Rami Hamadeh                   | 2017–     | 0    |
| 49     | Mohammed Darwish               | 2015–     | 0    |
| 49     | Mohammed Rashid                | 2018–     | 2    |
| 48     | Saeb Jendeya                   | 1999–2008 | 1    |

## Rekordtorschützen
| Tore | Spieler                        | Zeitraum  | Spiele |
| ---- | ------------------------------ | --------- | ------ |
| 16   | Oday Dabbagh                   | 2018–     | 42     |
| 15   | Fahed Attal                    | 2005–2012 | 42     |
| 14   | Ashraf Nu’man al-Fawaghrah     | 2009–2016 | 56     |
| 13   | Tamer Seyam                    | 2014–     | 67     |
| 11   | Sameh Fares Mohammed Maraba    | 2014–     | 41     |
| 10   | Ziyad Saeed al-Kord bin Samir  | 1969–1974 | 29     |
| 10   | Jonathan Eduardo Cantillana    | 2015–2018 | 36     |
| 9    | Abdul Latif Mohamed al-Bahdari | 2007–     | 81     |
| 9    | Khaled Jemal Salem             | 2011–     | 44     |

## Trainer
- Alfred Riedl (2004)
- Moussa Bezaz (2009–2011)
- Jamal Mahmoud (2011–2014)
- Saeb Jendeya (2014)
- Ahmed al-Hassan (2014–2015)
- Abdel Nasser Barakat (2015–2017)
- Julio César Baldivieso (2017–2018)
- Noureddine Ould Ali (2018–2021)
- Makram Daboub (2021–2024)
- Ehab Abu Jazar (seit 2024)